# Brétigny-sur-Orge
Brétigny-sur-Orge is een plaats in het Frankrijk, in de regio Île-de-France. 
In de gemeente ligt station Brétigny, op de spoorlijn Brétigny - La Membrolle-sur-Choisille, daar rijdt de RER C. Hier vond op 12 juli 2013 de  treinramp bij Brétigny-sur-Orge plaats. Zeven mensen kwamen om het leven en er waren tientallen gewonden.

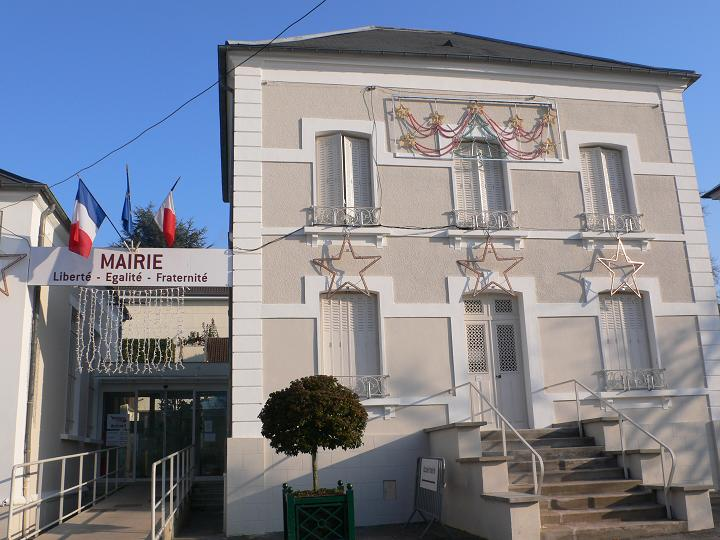
Gemeentehuis

## Geografie
De oppervlakte van Brétigny-sur-Orge bedraagt 14,6 km².
De onderstaande kaart toont de ligging van Brétigny-sur-Orge met de belangrijkste infrastructuur en aangrenzende gemeenten.

## Demografie
Onderstaande figuur toont het verloop van het inwonertal (bron: INSEE-tellingen).

## Geboren
- Nicolas Gillet 1976, Frans voetballer
- Cédric Collet 1984, Frans voetballer
- Grégory Sertić 1989, Frans voetballer